# Pere Tobaruela
Pere Tobaruela Martínez (Barcelona, es un escritor español.
Licenciado en Geografía e Historia, es autor de más de cincuenta obras, alternando la escritura en castellano, catalán y gallego. Sus primeras publicaciones son en catalán, pero cuando se trasladó a vivir a Rois, en la provincia de La Coruña, empezó a escribir en gallego.

## Obras

### Literatura infantil y juvenil
- La Torre dels Moros, 2005
- La Clau d'Aigua, 2007
- A rebelión das rúas, 2007
- Unha vaca marela en Compostela, 2008
- ¿Unha pantasma na cidade?, 2008
- Vouvos papar, 2008
- Històries viscudes, 2009
- Viaxes dun can de palleiro, 2009
- Na cerna da selva, 2010
- A cruz dos Farrapos, 2010
- La cripta del apóstol, 2010
- Peregrino na sombra, 2010
- Camiño de Fisterra-Muxía, 2010
- Camiño do Mar de Arousa e Río Ulla, 2010
- Camiño do Norte, 2010
- Camiño do Sueste, 2010
- Camiño Francés, 2010
- Camiño Inglés, 2010
- Camiño Portugués, 2010
- Camiño Primitivo, 2010
- Destino final: Santiago, 2010
- Antela e o vento, 2011
- Mortos de Ningures, 2011
- Desaparizión, 2011
- Resurrección, 2011
- Letras de xeo, 2012
- O códice do Santo Lugar, 2013
- Ouro negro, 2013
- El pacte, 2013
- Vapor, 2013
- Formig4s. Misión París, 2014
- Formig4s. Misión Nova York, 2014
- Formig4s. Misión Barcelona, 2015
- Celi. Camiño de estrelas, 2015
- Cinco horas con Mauro, 2016
- Formig4s. Misión Tokyo, 2017
- Catro pedras vellas, 2017
- A boa e a avoa, 2018
- Auga de Lume, 2018 (Premio Meiga Moira 2018)
- Formig4s. Misión Camiño de Santiago, 2019
- Carmiña e Fandiño en Narón, 2019
- Trebellos. Lume no ceo, 2019

### Ensayo
- Floquet per sempre, 2003
- Okorobikó. Una biografía de Jordi Sabater Pi, 2003
- El delta del Llobregat. Terres d'oblit, 2003
- Etologia, 2004

### Narrativa
- En blanc i negre, 2007
- Con ollos de neno, 2007
- Poñente, 2011
- Eu son Deus e outros contos, 2012
- A teoría dos contrarios, 2016
- En branco e negro, 2018

### Entrevistas
- L'home i el territori, 1999
- Darrere l'horitzó, 2002

### Banda diseñada
- Les aventures de Floquet de Neu, 2004
- O encanto da Pedra Chá, 2013